# USS Zane (DD-337)
Za druga plovila z istim imenom glejte USS Zane.
USS Zane (DD-337) je bil rušilec razreda Clemson v sestavi Vojne mornarice Združenih držav Amerike.
Rušilec je bil poimenovan po marinskem častniku Randolphu Talcottu Zanu.

## Zgodovina
Za zasluge med drugo svetovno vojno je bil rušilec odlikovan s šestimi bojnimi zvezdami in pomorsko pohvalo enote.